# Сен-Пурсен-сюр-Сьюль
Сен-Пурсе́н-сюр-Сьюль (фр. Saint-Pourçain-sur-Sioule) — коммуна во Франции, находится в регионе Овернь. Департамент коммуны — Алье. Административный центр кантона Сен-Пурсен-сюр-Сьюль. Округ коммуны — Мулен.
Код INSEE коммуны — 03254.

## Население
Население коммуны на 2008 год составляло 5065 человек.
| 1962 | 1968 | 1975 | 1982 | 1990 | 1999 | 2008 |
| ---- | ---- | ---- | ---- | ---- | ---- | ---- |
| 4799 | 5088 | 5345 | 5199 | 5159 | 5263 | 5065 |

## Экономика
В 2007 году среди 2933 человек в трудоспособном возрасте (15—64 лет) 2092 были экономически активными, 841 — неактивными (показатель активности — 71,3 %, в 1999 году было 68,7 %). Из 2092 активных работали 1842 человека (961 мужчина и 881 женщина), безработных было 250 (122 мужчины и 128 женщин). Среди 841 неактивных 175 человек были учащимися или студентами, 318 — пенсионерами, 348 были неактивными по другим причинам.

## Достопримечательности
- Мост Шарля де Голля. Построен в конце XVII века.
- Башня с часами и колокольня. Возведена около 1480 года.
- Церковь Сент-Круа
- Музей вина и почвы
- Музей литографии

## Ежегодные мероприятия
- Винные выставки: последние выходные февраля.
- Фестиваль вина: в последнюю неделю августа
- Праздник урожая: в третье воскресенье сентября.
- Праздник вышивки: в первую субботу декабря.

## Фотогалерея

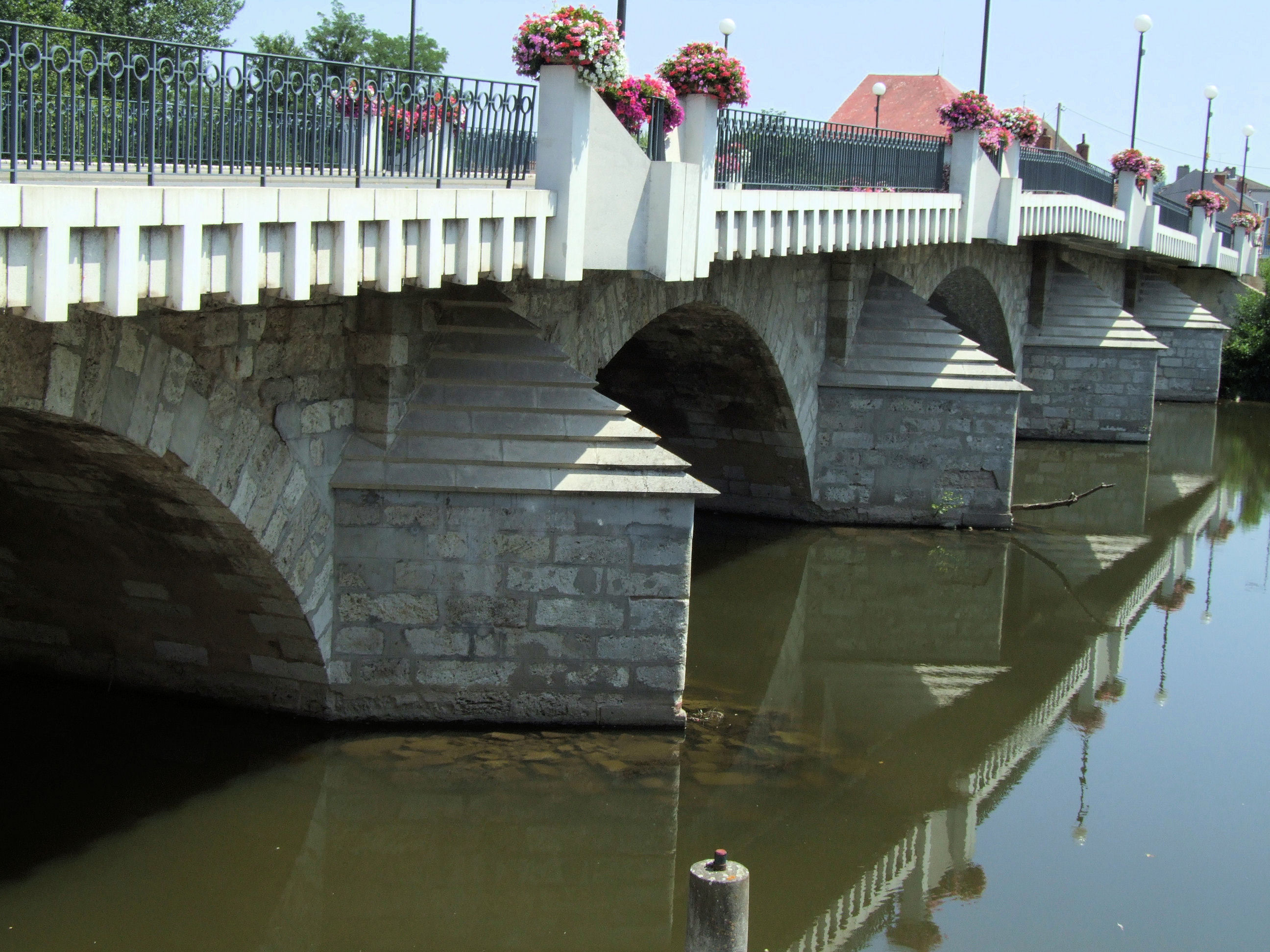
Мост Шарля де Голля
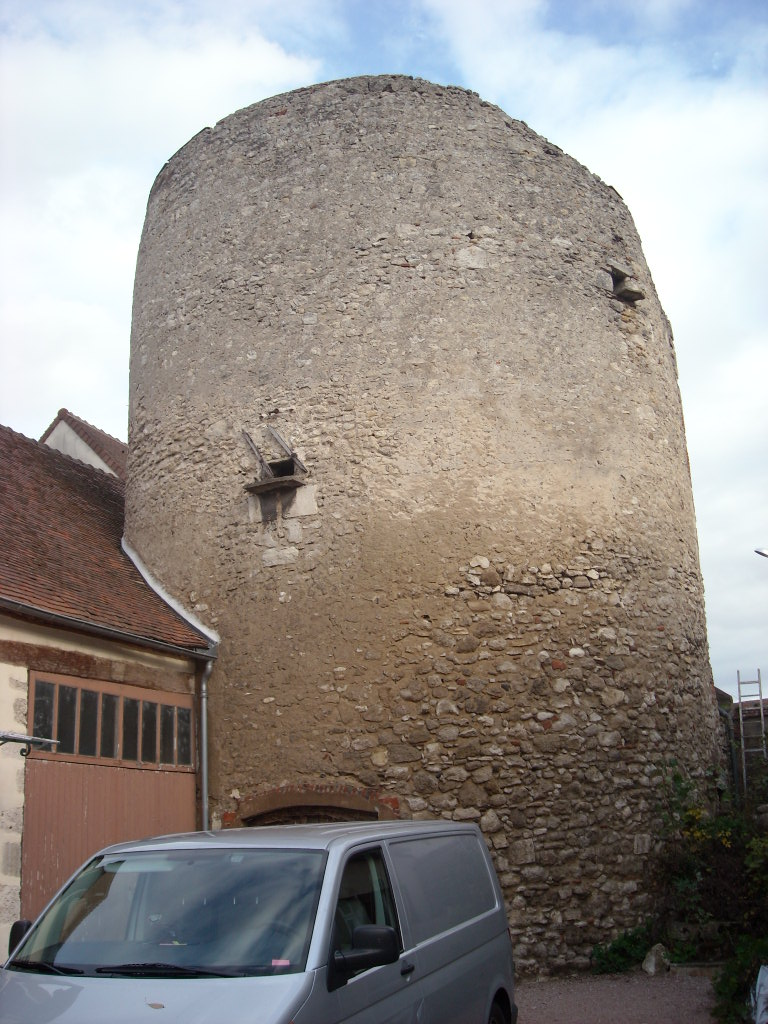
Башня
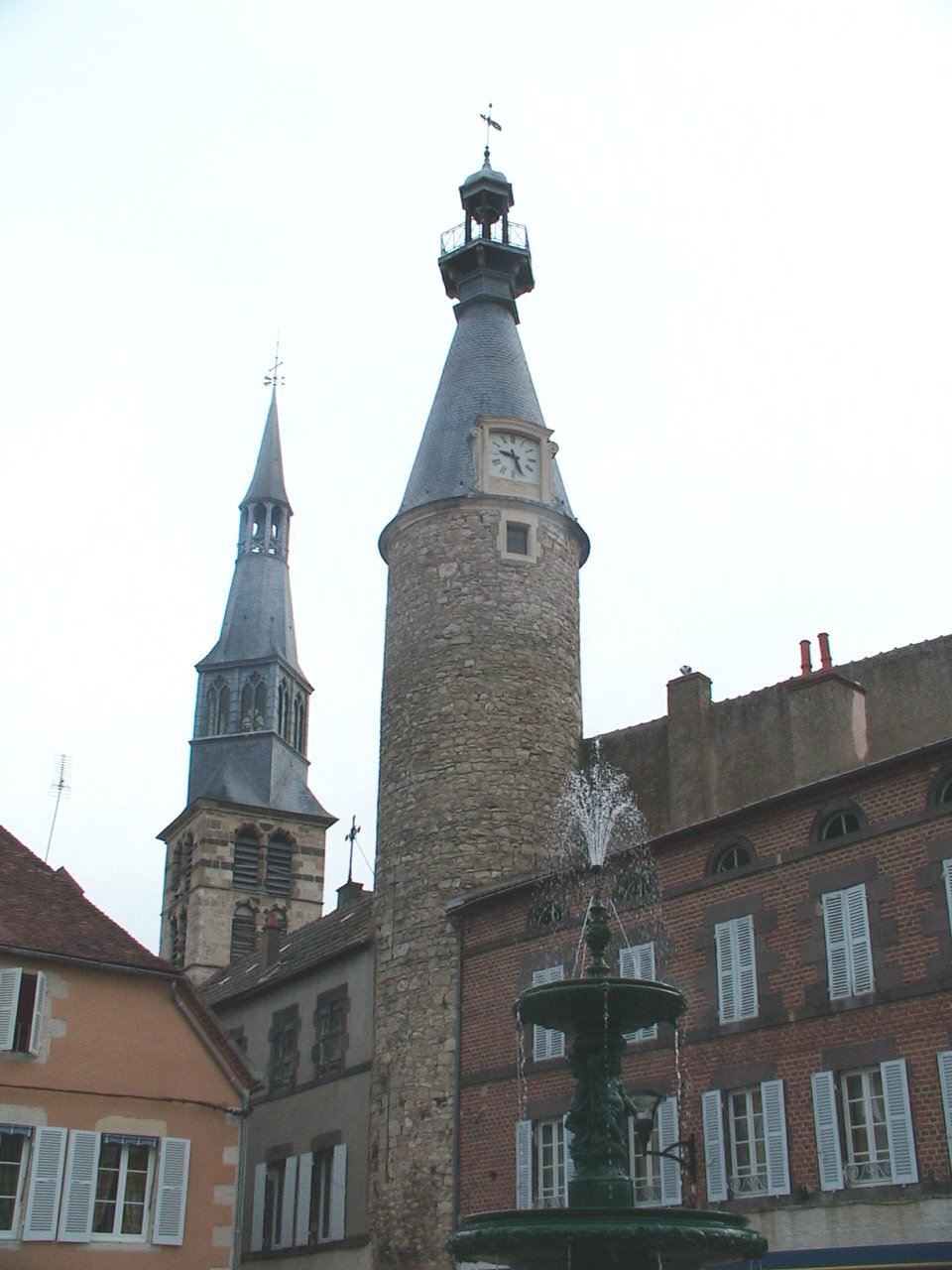
Церковь Сен-Круа
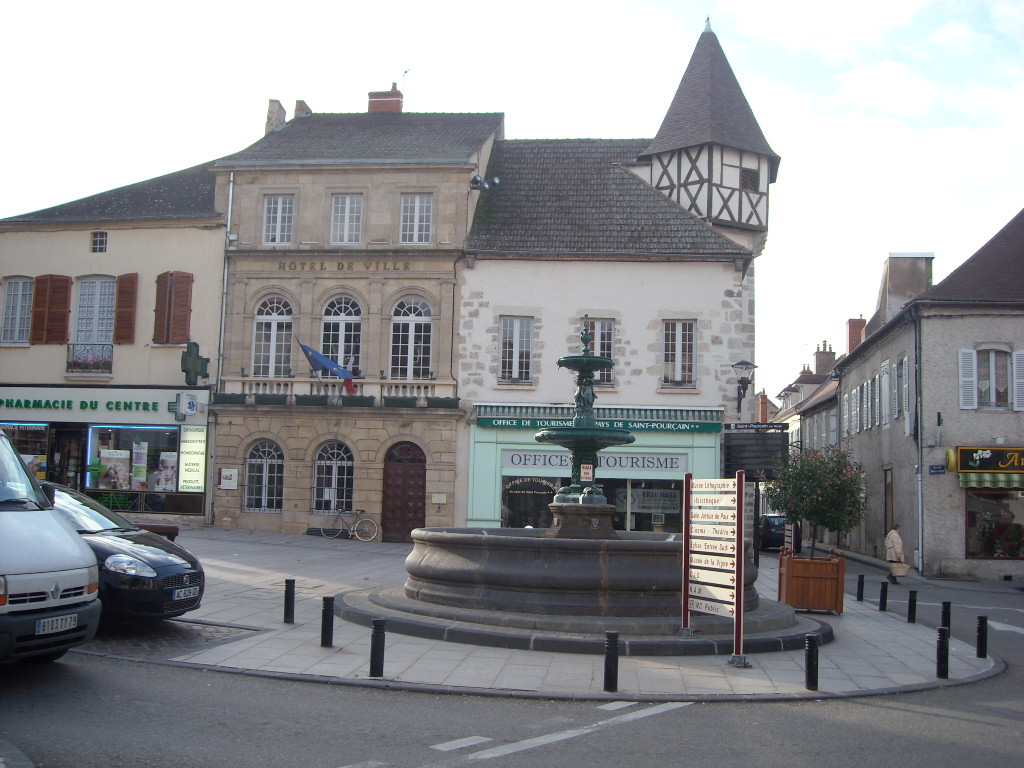
Площадь мэрии